# Léra
Léra est une localité du Cameroun située dans le département du Mayo-Kani et la Région de l'Extrême-Nord, à proximité de la frontière avec le Tchad. Elle fait partie de la commune de Kaélé et du Lara.

## Population
En 1970 la localité comptait 1 358 habitants, des Moundang et des Toupouri. À cette date elle disposait d'une école catholique à cycle incomplet. Un marché hebdomadaire s'y tenait le jeudi.
Lors du recensement de 2005, 3 896 personnes y ont été dénombrées.